# Byszów (województwo dolnośląskie)
Byszów – kolonia w Polsce, położona w województwie dolnośląskim, w powiecie dzierżoniowskim, w gminie Dzierżoniów.
Do 2023 r. miejscowość była przysiółkiem wsi Roztocznik.
W latach 1975–1998 przysiółek należał administracyjnie do województwa wałbrzyskiego.